# Moina tenuicornis
Moina tenuicornis är en kräftdjursart som beskrevs av Sars 1896. Moina tenuicornis ingår i släktet Moina och familjen Moinidae. Inga underarter finns listade i Catalogue of Life.